# San Marino a 2000. évi nyári olimpiai játékokon
San Marino az ausztráliai Sydneyben megrendezett 2000. évi nyári olimpiai játékok egyik részt vevő nemzete volt. Az országot az olimpián 3 sportágban 4 sportoló képviselte, akik érmet nem szereztek.

## Atlétika
Férfi

| Versenyző         | Versenyszám | Eredmény | Helyezés |
| ----------------- | ----------- | -------- | -------- |
| Gian Luigi Macina | Maraton     | 2:35:42  | 74.      |

## Sportlövészet
| Versenyző       | Versenyszám | Selejtező | Selejtező | Döntő   | Döntő    |
| Versenyző       | Versenyszám | Pont      | Helyezés  | Pont    | Helyezés |
| --------------- | ----------- | --------- | --------- | ------- | -------- |
| Francesco Amici | Férfi trap  | 106       | 32.*      | kiesett | kiesett  |
| Emanuela Felici | Női trap    | 64        | 7.**      | kiesett | kiesett  |

* - négy másik versenyzővel azonos pontszámmal végzett a 32. helyen

** - egy másik versenyzővel azonos pontszámmal végzett a 7. helyen

## Úszás
Férfi

| Versenyző      | Versenyszám  | Előfutam | Előfutam | Előfutam | Döntő   | Döntő    |
| Versenyző      | Versenyszám  | Idő      | Hely.    | Össz.    | Idő     | Helyezés |
| -------------- | ------------ | -------- | -------- | -------- | ------- | -------- |
| Diego Mularoni | 1500 m gyors | 16:12,91 | 6.       | 39.      | kiesett | kiesett  |